# Yunquenus
Yunquenus is een geslacht van hooiwagens uit de familie Agoristenidae.
De wetenschappelijke naam Yunquenus is voor het eerst geldig gepubliceerd door Šilhavý in 1973. 

## Soorten
Yunquenus is monotypisch en omvat slechts de volgende soort:
- Yunquenus portoricanus